# Markneukirchen
Markneukirchen település Németországban, azon belül Szászország tartományban. Lakosainak száma 7132 fő (2023. december 31.). Markneukirchen Luby és Kraslice községekkel határos.

## Népesség
A település népességének változása:
| Lakosok száma | 7782 | 7648 | 7583 | 7261 | 7237 | 7132 |
|               | 2015 | 2017 | 2019 | 2021 | 2022 | 2023 |